# Scaphoidophyes morbus
Scaphoidophyes morbus är en insektsart som beskrevs av Barnett 1980. Scaphoidophyes morbus ingår i släktet Scaphoidophyes och familjen dvärgstritar. Inga underarter finns listade i Catalogue of Life.